# Amblyomma trimaculatum
Amblyomma trimaculatum är en fästingart som beskrevs av Lucas 1878. Amblyomma trimaculatum ingår i släktet Amblyomma och familjen hårda fästingar. Inga underarter finns listade i Catalogue of Life.